# Богдан Влосик
Богдан Ян Влосик (пол. Bogdan Jan Włosik; 6 липня 1962, Краків — 13 жовтня 1982, там же) — польський робітник, активіст профспілки Солідарність, учасник акцій протесту проти воєнного стану у Нова-Хуті. Вбито офіцером держбезпеки. Його смерть викликала масове обурення та нові зіткнення, похорон перетворився на антикомуністичну демонстрацію. У сучасній Польщі шанується як борець демократичного опору та жертва військово-партійної диктатури.

## Робітник
Народився у сім'ї робітників. Юліан й Ірена Влосик виховували сина Богдана та дочку Аліну у польській патріотичній і католицькій традиції, на образах маршала Пілсудського й Армії Крайової. Уся сім'я була переконаними антикомуністами, хоча не перебували в опозиційних організаціях.
Богдан Влосик працював електриком у цеху холодного прокату металургійного комбінату імені Леніна (HiL) у краківській Нова-Хуті. Навчався на вечірньому відділенні технікуму. Зустрічався з дівчиною, на ім'я Малгожата. Був активним членом незалежної профспілки Солідарність.
13 грудня 1981 року у Польщі введено воєнний стан. Для керування Краковом прибув військовий комісар генерал Сулима, для управління HiL — полковник Мазуркевич. «Солідарність» заборонена, багато активістів, зокрема у Кракові, зазнали репресій. Богдан Влосик брав активну участь у грудневому страйку HiL, був зв'язковим між цехами. Робітники HiL виходили на травневі та серпневі вуличні протести. Кожне 13 число проводилися виступи проти воєнного режиму, ПОРП і WRON. Влаштовувалися короткочасні страйки, збори, вуличні ходи. У цих акціях брав участь і Богдан Влосик.

## Загибель
8 жовтня 1982 року сейм ПНР затвердив новий закон про профспілки, який офіційно забороняв «Солідарність». Це викликало обурення робітників, акція 13 жовтня проходила в особливо напруженій атмосфері. Влада висунула проти протестувальників не тільки підрозділи ЗОМО, міліцію й опергрупи Служби безпеки (СБ), а й армійські танки.
Страйк придушено введенням ЗОМО на територію HiL. Антикомуністична робоча демонстрація вийшла на вулиці Нова-Хути. Богдан Влосик брав активну участь в акції — ніс профспілковий прапор, роздавав зображення Леха Валенси. Демонстрантів атакували ЗОМО, вони відповідали камінням і сталевими підшипниками. Проте Богдан Влосик у цих зіткненнях не брав участі. До обіду він повернувся додому та знову вийшов у місто — у Бенчиці біля костелу Arka Pana у нього була призначена зустріч із Малгожатою.
На цьому місці знаходився капітан СБ Анджей Аугустин. Він «контролював ситуацію», відстежуючи групу підлітків, які збирали камені. Всупереч інструкції, яка забороняла при таємному спостереженні мати при собі вогнепальну зброю (передбачалося, що вона може бути відібрана та використана супротивником; у цих випадках допускалися тільки ручні газомети), Аугустин був озброєний табельним пістолетом P-64.
Роль Аугустина була розкрита, підлітки почали кричати «Ubek!» (одне з презирливих прізвиськ агентів держбезпеки). Аугустин, за наступними оцінками, був наляканий і почав тікати. У його бік йшов Богдан Влосик. У паніці Аугустин вирішив, ніби Влосик збирається на нього напасти, двічі вистрілив і втік.
Богдана Влосика доправили до лікарні, але врятувати його не вдалося. Він помер на операційному столі. Останні його слова були: «Komuniści mnie zabili… Pamiętajcie o mojej mamie… Niech Bóg będzie sędzią» (Мене вбили комуністи… Пам'ятайте про мою маму… Бог розсудить).

## Наслідки
Смерть Богдана Влосика того ж дня стала відома. Масове обурення призвело до нових зіткнень робітників з міліцією. Похорон 20 жовтня 1982 року на Грембалівському цвинтарі перетворився на 20-тисячну антикомуністичну демонстрацію. Стала очевидною ілюзорність «краківської стабільності». Найвпливовіший перший секретар Краківського комітету ПОРП Кристин Домброва змушено пішов у відставку; його змінив Юзеф Гаєвич.
Влада ПНР жодною мірою не визнавала свої дії хоча б помилковими. До Кракова прибув начальник СБ генерал Цястонь й оголосив подяку підлеглим за «успішну боротьбу з хуліганами». Проводилося постійне спостереження за рідними Богдана Влосика. Проте у нестандартний церемоніальний крок: краківський будинок Влосика відвідав голова WRON, перший секретар ЦК ПОРП, голова Ради міністрів та міністр оборони ПНР генерал Ярузельський. Його супроводжували міністр внутрішніх справ генерал Кіщак, президент Кракова Тадеуш Сальва, ще кілька офіційних осіб. Ярузельський висловив співчуття та жаль про те, що сталося. Юліан Влосик відповів різкістю, Ірена й Аліна не стали розмовляти з високопоставленими гостями. Візит тривав близько десяти хвилин. Наступного дня партійна пропаганда розписала зустріч як радісно-душевну, ширили чутку про будівництво вілли для сім'ї. Рідні Богдана викривали цю брехню та наполегливо домагалися розслідування і покарання вбивці.
Богдан Влосик став героєм підпільної «Солідарності» й інших опозиційних рухів. Його ім'я дізналися далеко за межами Польщі. В особливій шані цей образ був оточений радикально-антикомуністичною Федерацією молодіжної боротьби (FMW). Акції пам'яті Влосика 13 жовтня FMW проводились щороку. У 1988 році на місці загибелі зведено хрест.

## Розслідування
Прокуратура ПНР не побачила протиправності у діях капітана Аугустина. Вважалось, що він «зазнав нападу» та діяв як при «самообороні». Значних зусиль до його вигородження доклав начальник краківської СБ полковник Дзяловський (була навіть поширена помилкова чутка про намір Влосика вступити на службу в міліцію). Аугустин служив у СБ ще п'ять років, після чого у сорокарічному віці вийшов на пенсію.
У 1991 році, вже у Третій Речі Посполитій, Аугустина притягнуто до судової відповідальності. Розслідування встановило, що для стрільби на ураження не було жодних причин. Важливу юридичну роль зіграло порушення Аугустином службових інструкцій. Його засуджено до 8 років ув'язнення, за апеляцією термін збільшено до 10 років, але реально відбув 5 років. Колишній офіцер СБ Олександр Млечко, начальник патруля, у якому перебував Аугустин, характеризував його дії приказкою: «Надмірний ентузіазм гірший за фашизм».

## Пам'ять

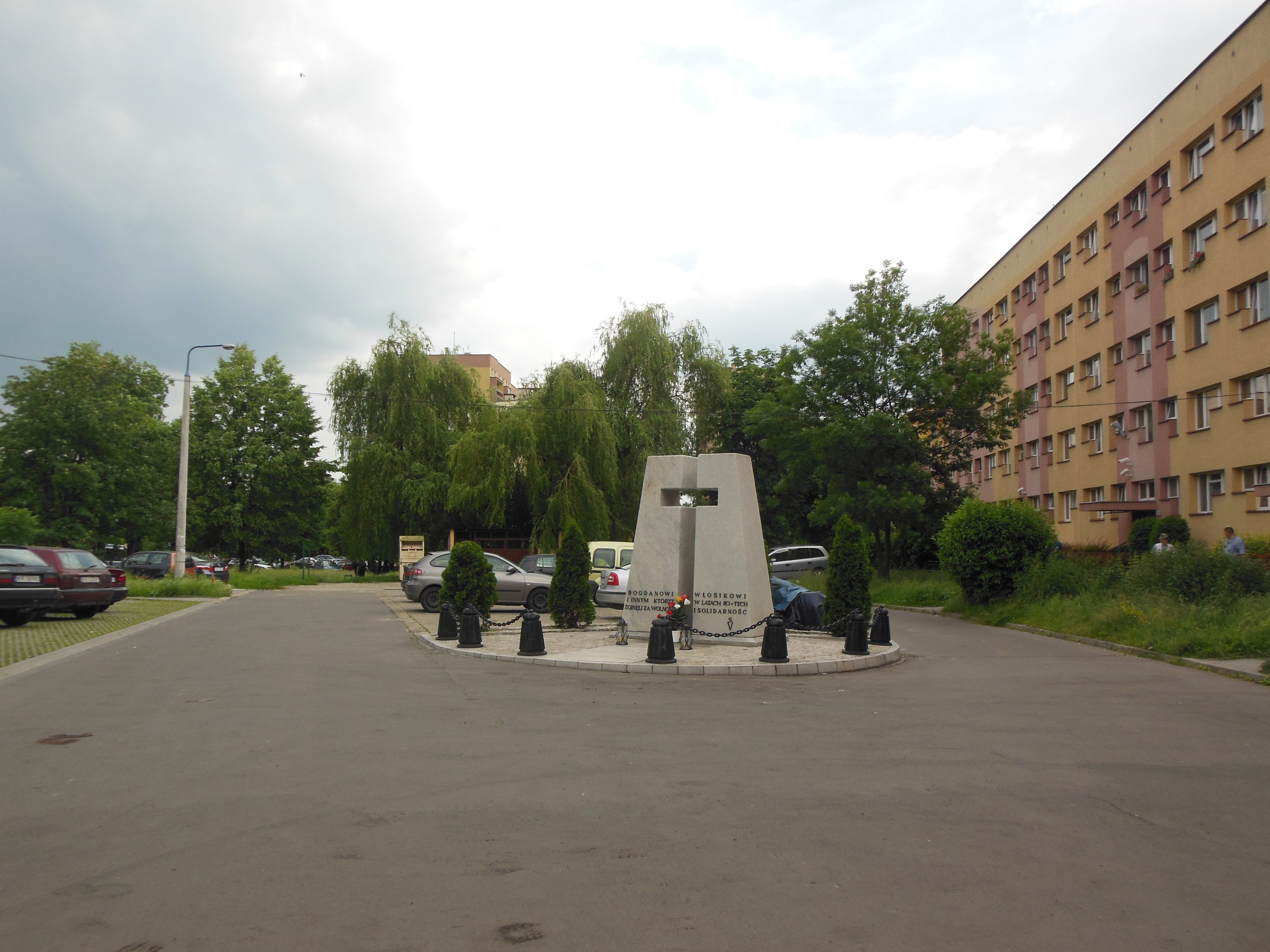

У Третій Речі Посполитій Богдан Влосик шанується як герой опору та жертва диктатури. На місці його загибелі встановлено пам'ятник — два білі гранітні блоки з простором у формі хреста. Меморіальний знак присвячений Влосику та всім загиблим у 1980-х роках за Свободу та Солідарність. Щороку 13 жовтня тут проходить католицька меса та покладаються квіти. З 1994 року проводяться щорічні забіги пам'яті Богдана Влосика. Його ім'ям названо площу біля костелу у Бенчиці.
У 2010 році президент Польщі Броніслав Коморовський за поданням Малопольського воєводи Станіслава Крацика нагородив Юліана та Ірену Влосик Лицарським хрестом Ордену Відродження Польщі. У 2019 році президент Анджей Дуда посмертно нагородив Богдана Влосика Хрестом Свободи та Солідарності.